# Coup de tête
Pour les articles homonymes, voir Coup de tête (homonymie).
Le coup de tête (ou coup de boule en langage familier) est un coup porté à quelqu'un avec sa propre tête. Les zones touchées sont le plus souvent le visage, et notamment le nez ou le front.

## Sports de combat
La percussion avec le crâne est une spécificité de la boxe birmane où ce type de frappe est autorisé. En progression avant, elle se donne le plus souvent le buste et la tête de profil pour éviter une blessure en «contre» au visage. 

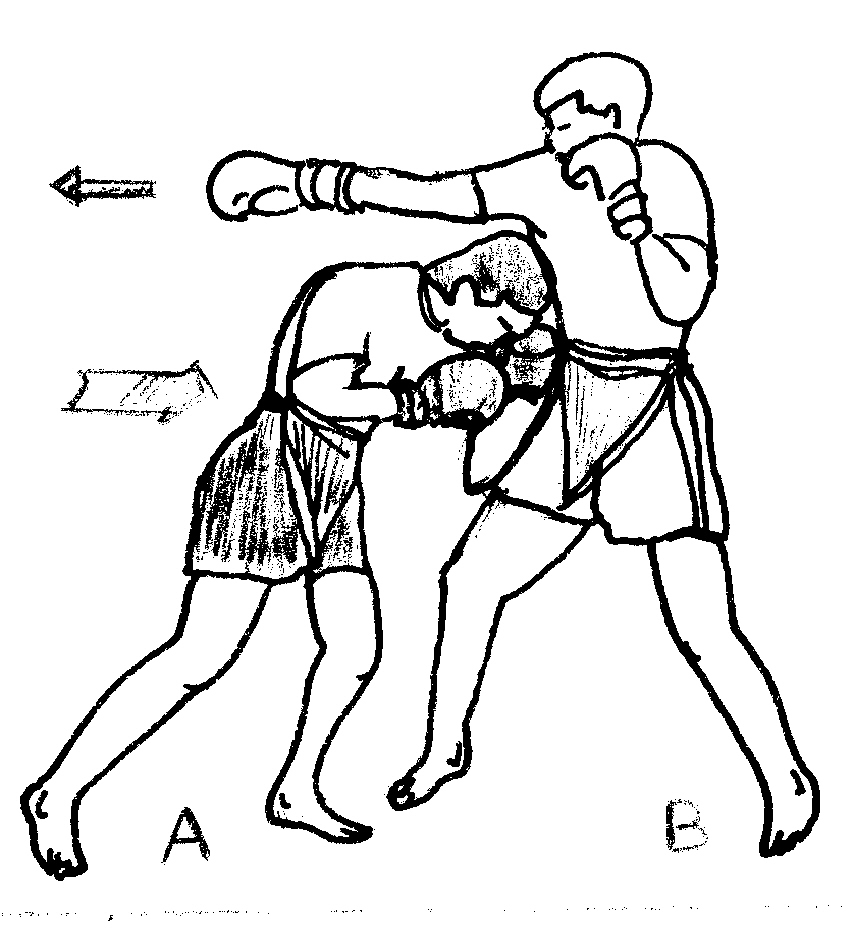
Attaque frontale au corps lors d'une offensive en coup de poing.
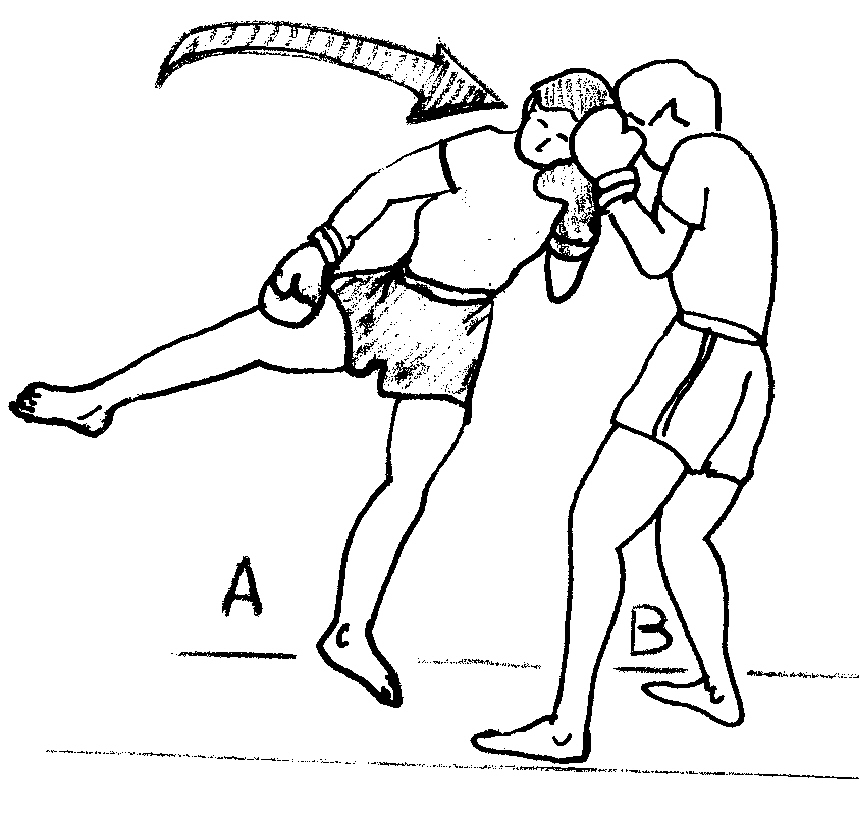
Attaque en sautant avec le côté du crâne.

### Catch
Le coup de tête est une attaque plutôt offensive, utilisée surtout par les catcheurs samoans. Il est aussi utilisé par les grands catcheurs qui peuvent dominer l'adversaire plus rapidement grâce à leur grande taille, ou de catcheurs très lourds ayant une bonne résistance.

## En dehors des sports de combat
Quand un tel coup est porté hors du ring d'un sport l'autorisant, il s'agit d'un acte de violence répréhensible. Dans le cadre d'une compétition sportive, il s'agit d'une faute grave, comme toute violence contre l'adversaire.

### Football
Au football, le coup de tête est normalement punissable d'un carton rouge.
Les coups de tête ont suscité une attention particulière durant la coupe du monde de football de 2006 : Luís Figo a été puni d'un carton jaune pour un coup de tête à Mark van Bommel lors du match de 8e de finale Portugal-Pays-Bas ; Zinédine Zidane a reçu un carton rouge pour son coup de tête à Marco Materazzi durant la finale France-Italie (voir Coup de tête de Zidane).
Le 22 novembre 2006, le Turc Arda Turan, milieu de terrain de Galatasaray, est expulsé à la suite d'un coup de tête porté au thorax du Bordelais Franck Jurietti lors d'un match de Ligue des champions.
Le 16 juin 2014, Pepe a reçu un carton rouge à la suite d'un coup de tête porté à Thomas Muller lors du match de phase de groupes de la coupe du monde de football 2014 : Allemagne-Portugal.